# الطائفية في العراق
العنف الطائفي في العراق أو الأزمة الطائفية العراقية هي مجموعة أعمال عنف وعمليات قتل جماعي وتفجيرات تستهدف تجمعات سكنية أو مدنية عامة مثل الأسواق والأحياء السكنية المدنية في مناطق ذات غالبية سنية أو شيعية بهدف الانتقام أو التصفية الطائفية بناء على ايدلوجية طائفية متعصبة.
فحتى بعد مرور أكثر من عشرون سنة على سقوط نظام صدام حسين، لايزال العنف والتوتّر بين السنة والشيعة والأكراد يهدّد استقرار العراق وديمقراطيتهُ الهشَّة. فقد فشلت النخبة السياسية العراقية في تطوير نظام للحكم شامل للجميع، وتعزّزت الانقسامات الداخلية بسبب تداعيات الربيع العربي، وخاصة تأثيرات الثورة السورية ضد النظام السوري وتعزيز الطائفية العابرة للحدود الوطنية. وللحيلولة دون حدوث المزيد من التشرذم أو ظهور نظام استبدادي جديد، يحتاج العراق إلى ميثاق سياسي يعتمد على المواطنين الأفراد أكثر منه على الهويات الطائفية.

## الاتهامات
بعض الآراء تتهم وكالة الاستخبارات المركزية (CIA) بتأجيج هذه الأحداث الطائفية العنيفة لتبرر بقاء قواتها في العراق، في حين يرى آخرون أن هذه الأحداث تعيق خطة الولايات المتحدة في العراق واستقراره وبالتالي تحرج الإدارة الأمريكية، وأنها ليست بمصلحة إدارة المحافظين الجدد في واشنطن. في جانب آخر يتهم البعض منهم بعض السياسيين الأمريكيين وبعض ساسة العراق الجدد من جهة والصداميين والسلفيين بإشعال موجة العنف وتوجه أحيانا الاتهامات لنظام البعث السوري بتسهيل مرور موجات الانتحاريين من دول أخرى. مؤخرا بدأ الحديث في واشنطن يتزايد عن دور إيراني كثيف في تشكيل بعض ما يدعى فرق الموت لتنفيذ عمليات قتل وتفجير. واشنطن تتهم دول الجوار برغبتها في عدم استقرار العراق تحت السيطرة الأمريكية لأن هذا يعيق خطط الولايات المتحدة لتنفيذ هجمات أخرى على سوريا وإيران.

## مواقف
كان للسيد علي السيستاني المرجع الأعلى للشيعة في العراق دوراً في إخماد الأزمة الطائفية في العراق خلال 2006 و2007 حيث تصدى لوقف الفتنة الطائفية حيث أصدر فتاوى وبيانات تحرم الاقتتال الطائفي بين العراقيين بجميع طوائفهم
وحرم العنف باسم الدین.
أدانت كل دول الجوار العراقي أعمال العنف في العراق، ونددت كل من إيران وسوريا والسعودية بعدم الاستقرار في العراق الذي من الممكن أن ينتقل لدول الجوار العراقي.
أعلنت الخارجية الامريكية استعدادها لدعم القوات العراقية الحكومية في القضاء على أعمال العنف الطائفي في العراق.

## المنظمات والأحزاب الشيعية في العراق
يوجد عدد من المنظمات والأحزاب الشيعية في العراق والتي يتهمها البعض بأعمال العنف الطائفي والتصفية الطائفية من ابرزها
- التيار الصدري وجيش المهدي : الذي يرأسهما مقتدى الصدر ويشكل أنصاره اعداداً كبيرة جداً في مدن جنوب ووسط العراق ابرزها مدينة الصدر في بغداد والناصرية والعمارة والسماوة وبنسب متفاوتة في النجف وبعض مناطق بغداد والبصرة وواسط وديالى
- المجلس الأعلى للثورة الإسلامية : يتألف من فيلق أنصار بدر الذي تأسس من العراقيين في الداخل غير المنتمين أصلا إلى فيلق بدر أثناء تواجده في إيران وهناك أيضا عدد من المنظمات الشيعية المرتبطة بشكل أو بآخر بالمجلس الأعلى منها القواعد الإسلامية ومنظمة 15 شعبان وحركة حزب الله (التي يترأسها كريم ماهود المحمداوي) وحركة حزب الله (حسن الساري) والنخب الإسلامية وحركة بقية الله يشار إلى أن بقية الله وثار الله، تعرضتا إلى حملة اعتقالات من قبل استخبارات الشرطة والقوات البريطانية بتهم تنفيذ اغتيالات كانت ترتبط عدد من هذه التنظيمات المدنية منها والعسكرية وشبه العسكرية والمخابراتية بعبد العزيز الحكيم وبفيلق بدر إذ أن قيادة فيلق بدر ترتبط بعبد العزيز مباشرة
- عصائب اهل الحق : وهو تنظيم عسكري ومدني يقوده قيس الخزعلي انشق عن التيار الصدري الذي يرأسه مقتدى الصدر واتهمه الصدر بتنفيذ أعمال عنف طائفية وقتل السنة في العراق وبين مقتدى الصدر ان العصائب متورطين بأعمال العنف والقتل الجماعي اعقاب تفجير ضريح العسكريين في 2006 وقد عبر قادته عن رغبتهم بالدخول في العملية السياسية عام 2012
- حزب الدعوة الإسلامية - خط إبراهيم الجعفري، ويترأسه في البصرة عامر الخزاعي ويمارس السياسة يُعتقد غير متورط في أعمال اغتيال وعنف وكانت العلاقة بين الحزب وإيران قبل سقوط نظام صدام ليست على ما يرام وقد جرت محاولات لتحسينها خلال الفترة الأخيرة خلال زيارات قام بها الجعفري قبل وبعد توليه رئاسة الوزراء.
- حزب الدعوة الإسلامية - تنظيم العراق ويمثله في الحكومة وزير الأمن الوطني عبد الكريم العنزي.
- حركة الدعوة الإسلامية، خط رئيس مجلس الحكم عز الدين سليم..
- مجموعة الفضلاء التي يترأسها خزعل السعدي المتخصصة بشؤون الفقه والتشريع وهي قريبة من السنة ولديها علاقات مع مشايخهم.
- منظمة العمل الإسلامي التابعة لمحمد تقي المدرسي (وهو مرجع شيعي) ومقره كربلاء: هي منظمة سياسية إسلامية ابتعدت حتى الآن عن ممارسة العنف والقوة في العمل السياسي العراقي وهي منظمة ليست عدوانية حتى الآن وليست كبيرة أيضاً.

- حزب الطليعة الإسلامي، تأسس بعد سقوط صدام.

- تشكلت العديد من التنظيمات السياسية الإسلامية التي يطلق عليها قوى الانتفاضة الشعبانية التي اندلعت في 15 مارس 1991)، وهي:

- حركة الانتفاضة الشعبانية.
- حركة الانتفاضة الديمقراطية.
- الحركة الوطنية لثوار الانتفاضة

### الميليشيات المسلحة الشيعية
فيما توجد ميلشيات مسلحة شيعية تورطت بشكل أو باخر بأعمال عنف طائفية منها
- جيش المهدي : الجناح المسلح للتيار الصدري خاض معارك عنيفة في 2004 ضد الاحتلال الأمريكي اعقاب ذلك تورطت بعض عناصره باعمال عنف وقتل طائفية في بغداد والبصرة إلا أن مقتدى الصدر أعلن براءته من كل من يتورط بقتل شخص عراقي سواء كان مدني أو عسكري وانحل عام 2007 على خلفية اشتباكات مسلحة بين بعض المنتمين له وقوات فيلق بدر في كربلاء أثناء الزيارة الشعبانية وبعد حله حل مكانه لواء اليوم الموعود وكانت مهمة الأخير مواجهة القوات الأمريكية فقط
- فيلق بدر: الجناح المسلح لـ«المجلس الأعلى للثورة الإسلامية» وقد أنشئ عام 1983 في إيران وقد تحول إلى منظمة سياسية مدنية لاحقا.
- عصائب اهل الحق : حسب تصريحات قادته فانه يقوم بعمليات مسلحة ضد القوات الأمريكية فقط الا نه متورط باعمال عنف وقتل العشوائي في بغداد ومحافظات أخرى خصوصاً اعقاب تفجير مرقد الامامين العسكريين

## ميليشيات كردية
- قوة البيشمركة القوة المشتركة للحزبين الكرديين شمال البلاد.

## الميليشيات السنية المسلحة
- قاعدة الجهاد في بلاد الرافدين: بدأت عملها باسم «جماعة التوحيد والجهاد» بزعامة أبو مصعب الزرقاوي، وباشرت عملياتها منذ سقوط نظام صدام حسين، وعندها أعلن الزرقاوي تحالفه مع أسامة بن لادن، لينصبه الأخير زعيماً على تنظيم «القاعدة» في العراق، هذه المنظمة مسؤولة عن الكثير من عمليات العنف الطائفي في العراق والتفجيرات الانتحارية في مختلف المدن العراقية.
- دولة العراق الإسلامية : وقد تكونت من عدد من الجماعات الأخرى المتحالفة تورطت بأعمال عنف وقتل رهيبة في مناطق مختلفة من العراق سواء كانت سنية قريبة أو موالية للحكومة العراقية الجديدة والقوات الأمريكية، ام شيعية لما يرون فيها أنها طائفة خارجة من الإسلام ومن أتباعها تشكلت الحكومات العراقية الجديدة وقواتها الموالية للقوات الأمريكية ولما تورطت به هذه الطائفة من استهداف لأبناء السنة ومساجدهم في العراق. وهي مسؤولة عن الكثير من التفجيرات العنيفة والاعمال الانتحارية في بغداد ومحافظات أخرى كان من ابرز عملياتها مجزرة سيدة النجاة التي استهدفت كنيسة في الكرادة ببغداد وتفجير البطحاء وكارثة جسر الائمة وغيرها من العمليات التي استهدفت الطوائف الأخرى
- جيش أنصار السنة: ينشط في شمال البلاد، وكان مسؤولاً عن تفجيرات مقار الاتحاد الوطني الكردستاني، والحزب الديمقراطي الكردستاني في أربيل، وأعلن عن تأسيسه في 20 أيلول (سبتمبر) عام 2003، بقيادة أبو عبد الله الحسن بن محمود، وهي مجموعات كردية سلفية وهابية كانت تسمى (أنصار الإسلام) سابقا، قاتلت من تصفهم بالمنافقين من الأكراد في إشارة إلى الحزبيين والقوميين الأكراد الذين سعوا لانفصال الأكراد عن الحكومات المركزية العراقية التي كانت تسعى لإقامه دولة ديمقراطية مستقلة في مناطق تواجدهم في كل من شمال سوريا وجنوب شرق تركيا وغرب إيران وشمال العراق ولكن أنصار السنة كانوا يسعون لإقامة دولة إسلامية على غرار ما حصل للإمام محمد بن عبد الوهاب في نجد وللإمام عبد لله بن ياسين وتلميذه الإمام يوسف بن تاشفين الذين أقاما دولة الموحدين ثم دولة المرابطين في شمال إفريقيا وعلى غرار ما حصل في العصر الحديث في أفغانستان وجنوب الفلبين والإمارة الإسلامية في الشيشان سابقا. تعتبر الجماعة هي المسؤولة رقم واحد عن الهجمات والتفجيرات في شمال العراق التي تستهدف القوات الأمريكية - سابقا قبل الانسحاب - والقوات والشرطة العراقية والمقار الحكومية العراقية والمقار الحزبية للأحزاب الكردية.
- أنصار الإسلام: جماعة كردية تأسست منتصف الثمانينات، ويتردد أنها تتعاون مع «القاعدة»، ودخلت في قتال مع الاتحاد الكردستاني منذ أيلول عام 2001. يتزعمها نجم الدين فرج المعروف بـ «الملا كريكار» سابقا، وقد تحول اسم الجماعة بعد الغزو الأمريكي للعراق إلى جيش أنصار السنة الذي تم تعريفه آنفا.
- جيش المجاهدين: مجموعة تشكلت من خليط ضم عسكريين سابقين، يغلب عليهم الطابع العشائري، ورجال دين محسوبين على السلفية، ولم يتبن التنظيم أي هجوم على غير القوات الأميركية، ويقوده عراقي يدعى أبو جندل الشمري، ونشاطه منحصر ضد المدنيين العراقيين.[بحاجة لمصدر][محل شك][انحياز]
- الجيش الإسلامي في العراق: تنظيم محلي مشكل من ضباط استخبارات وجيش سابقين مع حضور سلفي محدود منحه الصبغة الدينية، ويضم الكثير من ضباط الجيش السابق المنحل، وقد انظم الكثير من اتباعه إلى الصحوات ونقل ولائه إلى الأمريكان.[بحاجة لمصدر][محل شك][انحياز]
- جيش الطائفة المنصورة: تنظيم إسلامي سلفي، متصل مباشرة بتنظيم «القاعدة» ويتبنى دائماً تنفيذ العمليات ذات الطابع الاغتيالي، ويعتمد على «القاعدة» إعلامياً.
- سعد بن أبي وقاص: مجموعة عراقية تركز عملياتها على سيارات النقل التابعة للقوات الأميركية في بغداد، وتعتمد على أعضاء كثر من مدينة الفلوجة. ويمكن القول إنها جماعة تخصصت في استهداف سيارات «الهمر».
- فصائل المقاومة الجهادية: تشكيل إسلامي عشائري، يضم في صفوفه مجموعة من ضباط ومجندين سابقين في الجيش العراقي، من بينهم قادة تشكيلات عسكرية من الحرس الجمهوري والجيش المنحلَّين بعد سقوط النظام السابق.
- جيش محمد: قوى بعثية أسسها صدام حسين بعد سقوط نظامه خلال اجتماع تم مع مجموعة من ضباط وبعثيين سابقين التقوا في الرمادي.
- الجبهة الإسلامية للمقاومة العراقية - كتائب صلاح الدين: مجموعة إسلامية في وسط العراق، تشكلت من رجال دين، وانضمت إليهم مجموعة من الشبان الذين كانوا ضباطاً في المؤسسات العسكرية المختلفة بعد حلها اثر سقوط النظام، ولم تتبن أي هجوم على غير القوات الأميركية.
- كتائب ثورة العشرين: تنظيم إسلامي مسلح مقرب من «هيئة علماء المسلمين»، وينشط في المنطقة المحيطة ببغداد، إضافة إلى الفلوجة والرمادي، ولم يعلن بعد عن تنفيذ عمليات انتحارية، كما لم يتبن أي هجوم على غير القوات الأميركية أو العراقية.